# Монголия на зимних Олимпийских играх 2002
Монголия принимала участие в Зимних Олимпийских играх 2002 года в Солт-Лейк-Сити (США) в десятый раз за свою историю, но не завоевала ни одной медали. Сборную страны представляли четыре спортсмена, в том числе одна женщина — лыжница Даваагийн Энхээ.
На церемонии открытия Игр флаг Монголии нёс Жаргалын Эрдэнэтулхуур.

## Результаты

### Лыжные гонки
Мужчины
| Спортсмен              | Дисциплина               | Результат | Результат |
| Спортсмен              | Дисциплина               | Время     | Место     |
| ---------------------- | ------------------------ | --------- | --------- |
| Жаргалын Эрдэнэтулхуур | 15 км классический стиль | 45:54,7   | 63        |

Женщины
| Спортсменка     | Дисциплина    | 5 км классика | 5 км классика | 5 км преследование    | 5 км преследование    |
| Спортсменка     | Дисциплина    | Время         | Место         | Время                 | Итоговое место        |
| --------------- | ------------- | ------------- | ------------- | --------------------- | --------------------- |
| Даваагийн Энхээ | Преследование | 17:20.3       | 68            | Завершила выступления | Завершила выступления |

### Шорт-трек
Мужчины
| Спортсмен               | Дистанция | Первый раунд | Первый раунд | Четвертьфинал        | Четвертьфинал        | Полуфинал            | Полуфинал            | Финал                | Финал                |
| Спортсмен               | Дистанция | Время        | Место        | Время                | Место                | Время                | Место                | Время                | Место                |
| ----------------------- | --------- | ------------ | ------------ | -------------------- | -------------------- | -------------------- | -------------------- | -------------------- | -------------------- |
| Ганбатын Жаргаланчулуун | 500 м     | 52.225       | 4            | Завершил выступления | Завершил выступления | Завершил выступления | Завершил выступления | Завершил выступления | Завершил выступления |
| Баттулгын Октябрь       | 1000 м    | 1:47.213     | 4            | Завершил выступления | Завершил выступления | Завершил выступления | Завершил выступления | Завершил выступления | Завершил выступления |